# Chu Kuang
Chu Kuang (čínsky pchin-jinem Hú Guǎng, znaky zjednodušené 胡广, tradiční 胡廣, 1370–1418) byl čínský politik říše Ming. Za vlády císaře Jung-le od roku 1402 do konce svého života zastával funkci velkého sekretáře.

## Jméno
Chu Kuang používal zdvořilostní jméno Kuang-ta (čínsky pchin-jinem Guāngdà, znaky 光大) a pseudonym Chuang-an (čínsky pchin-jinem Huàngān, znaky zjednodušené 晃庵, tradiční 晃菴). Za své zásluhy obdržel posmrtné jméno Wen-mu (čínsky pchin-jinem Wén Mù, znaky 文穆).

## Život
Chu Kuang pocházel z provincie Ťiang-si, konkrétně kraje Ťi-šuej (dnes okres Ťi-šuej v ťiangsiské prefektuře Ťi-an). Po studiích konfucianismu úspěšně prošel všemi stupni úřednických zkoušek, jejich nejvyšší stupeň, palácové zkoušky, složil a hodnost ťin-š’ získal roku 1400 jako jeden ze tří nejlepších kandidátů z celé Číny.
V září 1402 ho císař Jung-le jmenoval velkým sekretářem, to jest jedním ze sedmi osobních tajemníků, přičemž od odvolání Sie Ťina roku 1407 stál v čele sekretářů jako první velký sekretář. V této pozici císaři sloužil až do své smrti roku 1418, poté jeho místo zaujal Jang Žung.
Jako císařův pomocník byl obzvláště spolehlivý a důvěryhodný, zvláště v personálních otázkách. K jeho dobré pověsti přispělo i to, že neútočil na chybující úředníky, a mírnil císaře v čistkách roku 1402. Po smrti obdržel čestné posmrtné jméno, jako jeden z pouhých dvou civilních úředníků za Jung-leho vlády.